# 约翰·霍华德·德林杰
约翰·霍华德·德林杰（英語：John Howard Dellinger, 1886年7月3日—1962年12月28日）是发现了太阳耀斑导致短波无线电信号衰减的美国著名电信工程师。

## 生平
1886年7月3日出生在美国俄亥俄州克利夫兰，曾就读于凯斯西储大学，1908年获乔治华盛顿大学学士学位，1913年获普林斯顿大学博士学位。1907年-1948年，德林杰作为一名物理学家工作于国家标准技术研究所，先后担任过无线电部门主管和中央无线电传播实验室主任。从1928年至1929年出任联邦无线电委员会主任工程师，并担任美国商务部无线电咨询委员会代表（1922年-1948年）。 
1934年，他被任命为国际无线电科学联盟副主席，1941年任航空无线电技术委员会主席，1947年为无线电服务技术委员会主席以及1950年国际无线电咨询委员会第六无线电传播研究组主席。
1932年，德林杰被乔治华盛顿大学授予科学博士头衔。为表彰他对无线电波传播与其他自然现象间关系的研究发现以及对无线电测量及标准发展作出的贡献和在国际会议上引领世界电信合作所起的作用，1938年电气电子工程师学会授予他国际电子电气工程学会荣誉奖章。月球上的德林杰环形山就是以他的名字命名。